# Dan osmih milijard
Dan osmih milijard so Združeni narodi določili za približen dan, ko je svetovno prebivalstvo doseglo osem milijard ljudi. Obeležilo se ga je 15. novembra 2022 ob 8.00 UTC. Sledi dnevu sedmih milijard (31. oktober 2011) in dnevu šestih milijard (12. oktober 1999).
Generalni sekretar Združenih Narodov António Guterres je mejnik opisal kot priložnost za »slavljenje naše raznolikosti, priznanje naše skupne človečnosti in navdušenja nad napredkom na področju zdravja«, pri čemer upoštevamo »našo skupno odgovornost, da skrbimo za naš planet in … drug za drugega.«
Datum je bil izbran na podlagi podatkovnih projekcij Oddelka ZN za ekonomske in socialne zadeve (UNDESA).

## Ozadje
Povečanje svetovnega prebivalstva s pet milijard leta 1987, šest milijard leta 1999 in sedem milijard leta 2011 na osem milijard ljudi leta 2022 odraža pozitiven razvoj na področjih, kot sta globalno zdravje in izkoreninjenje revščine. Občutno zmanjšanje svetovne umrljivosti dojenčkov in mater, zlasti v 21. stoletju, je povzročilo dramatično podaljšanje pričakovane življenjske dobe v svetovnem merilu.
»To je zgodba o uspehu. Naš svet je navkljub izzivom tisti, v katerem je večji delež ljudi izobraženih in živi bolj zdravo kot kadar koli prej v zgodovini.« je ob svetovnem dnevu prebivalstva (11. julij) leta 2022 dejala izvršna direktorica UNFPA dr. Natalia Kanem.

## Pogledi na dan osmih milijard
Sredi svetovnih izzivov, kot so podnebne spremembe in pandemija COVID-19, je več opazovalcev, vključno z Davidom Attenboroughom, izrazilo zaskrbljenost glede prihodnosti planeta in večanjem števila njegovih prebivalcev.
Skozi zgodovino so se strahovi glede prenaseljenosti pogosto sklicevali na delo ekonomista Thomasa Malthusa, ki je napovedal, da bo rast človeštva prehitela njegovo sposobnost preživljanja z danimi viri.
Drugi opazovalci so opozorili na upadanje rodnosti kot možnega znanilca demografske katastrofe. Demografi so te teorije izpodbili in poudarili raznolikost populacijskih trendov držav in majhno verjetnost kakršnega koli scenarija konca sveta.
»Rast prebivalstva je trenutno najvišja v najrevnejših državah sveta, medtem ko so nekatere najbogatejše države začele opažati upad prebivalstva,« je 11. julija 2022 zapisal višji svetovalec UNFPA za ekonomijo in demografijo Michael Herrmann.
V splošnem Oddelek ZN za gospodarske in socialne zadeve predvideva, da bo svetovna populacija še naprej naraščala in bi lahko dosegla najvišjo vrednost pri ocenjenih 10,4 milijarde ljudi v 2080. in tam ostal do leta 2100.